# Alista
Alista es una localidad del estado mexicano de Jalisco. Es parte del municipio de San Gabriel.

## Demografía
| Gráfica de evolución demográfica |
|                                  |

| Censo | Población |
| ----- | --------- |
| 1900  | 459       |
| 1910  | 409       |
| 1921  | 443       |
| 1930  | 500       |
| 1940  | 604       |
| 1950  | 372       |
| 1960  | 917       |
| 1970  | 1 142     |
| 1980  | 1 218     |
| 1990  | 1 239     |
| 2000  | 1 145     |
| 2010  | 1 108     |
| 2020  | 1 065     |